# Ante Kovačić
Pour les articles homonymes, voir Kovačić.
Œuvres principales
U registraturi (hr) (1888)
(Bureau des archives)
Ante Kovačić, né le 6 juin 1854 à Oplaznik (Marija Gorica) en Croatie, alors partie de l'empire d'Autriche, et mort le 10 mars 1889 à Vrapče (Zagreb), dans le royaume de Croatie-Slavonie, en Autriche-Hongrie, est un écrivain croate.
Il est connu pour son roman autobiographique U registraturi (hr) (litt., Bureau des archives), publié en 1888.

## Biographie
Fils unique d'Ana Vugrinec et d'Ivan Kovačić, il fréquente l'école élémentaire de Marija, laquelle sera baptisée en 1954 "École élémentaire Ante Kovačić" à l'occasion du centième anniversaire de la mort de l'auteur. En 1876 il sort diplômé du "Gymnasium classique de Zagreb" (Klasična gimnazija u Zagrebu (hr)).
Il a eu une vie difficile après sa scolarité, quand il a été avocat stagiaire (dans l'étude de Josip Franko à Zagreb de 1875 à 1880), puis, après avoir obtenu son doctorat, greffier auprès du cabinet des avocats Dr Banjavčić (à Karlovac), des Dr Goldman et Dr Šram à Zagreb.
Ante Kovačić a été un éminent partisan du Parti des droits (Stranke prava, centre droit). Il dirige son propre cabinet d'avocats à Glina, une région pauvre : il réglait souvent les factures des clients avec son propre argent. 
Quelques jours avant de déménager à Đurđevac, il semble avoir subi une dépression nerveuse car il est envoyé en calèche à Stenjevec (hr) (près de Zagreb). Au cours du voyage, il contracte une pneumonie et meurt peu de temps après, à l'âge de 34 ans
Ante Kovačić avait épousé Milka Hajdin à Mala Gorica et avait eu eu six enfants. Ses filles Olga et Marija étaient enseignantes ; son fils Krešimir était journaliste et scénariste de bandes dessinées.

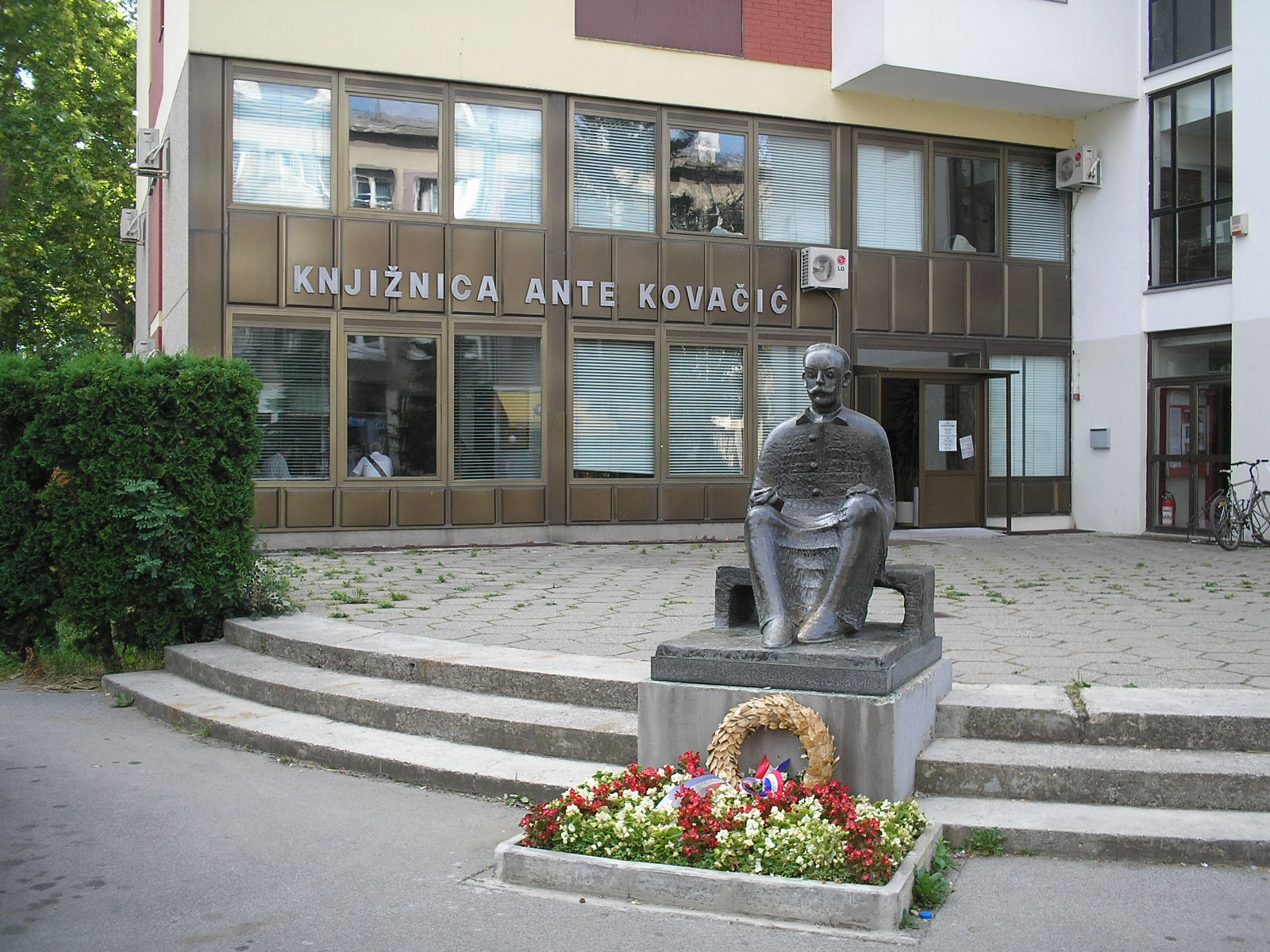
Monument devant la bibliothèque "Ante Kovačić" à Zaprešić (Croatie).

## Œuvre
- 1877 : Baruničina ljubav (litt., L'Amour de la baronne)
- 1878 : Smrt babe Čengićkinje (litt., La Mort de la grand-mère Čengićkinj)
- 1880 : Seoski učitalj (litt., L'Instituteur du village)
- 1882 : Fiškal (litt., Le Procureur général), roman
- 1888 : U registraturi (hr) (litt., Bureau des archives), roman
- 1949 : Stihovi (litt., Vers), poésie
- 1950 : Djela, I-II
- 1952 : Feljtoni i članci (litt., Feuilletons et articles)

## Adaptation à la télévision
Le roman Bureau des archives (U registraturi) a été adapté en 1974 en Croatie en une série télévisée de neuf épisodes de 55 minutes : U registraturi (televizijska serija) (hr).